# Горны (деревня, Новгородская область)
Горны́ — деревня в Кабожском сельском поселении Хвойнинского района Новгородской области России.

## География
Деревня расположена на берегу речки Кобожа.

## История
До революции деревня относилась к Боровичскому уезду Новгородской губернии.
В XVIII—XIX веке в деревне была усадьба Горна-Покровское дворян Коковцовых.
Владимир Николаевич Коковцов следующим образом описывал усадьбу, в которой прошло его детство:

Наша Горна отстояла от линии Николаевской железной дороги на 148 верстах, из которых 76 — по почтовому перегону, а 72 — по проселочным дорогам такого качества, что многим это просто недоступно понять теперь. От ближайших городов, как было уже упомянуто, мы были в 95 и 110 верстах. Телеграфа в то время не было. Почта ходила два раза в неделю. Соседей кругом почти никого не было, если не считать мелкопоместных….

Барский дом располагался на высоком берегу реки Кобожи. От него к церкви вела дорожка, окруженная липами, которая сохранилась до сих пор и называется в народе ласково: «барынькина аллея».
В конце 1862 — начале 1863 годов в Горнах была освящена каменная церковь, построенная на средства Коковцовых, и открыт винокуренный завод.

## Население
| 2009 | 2010 |
| ---- | ---- |
| 13   | ↘12  |

## Известные люди
В Горнах родился Владимир Николаевич Коковцов (1853—1943) — русский государственный деятель, председатель Совета министров России в 1911—14 годах.
После отставки в Горнах, с женой африканкой, жил русский моряк, разведчик, «первый русский африканист», писатель Матвей Коковцев (1745—93).